# 王传耀
王传耀（1931年3月—2007年11月19日），中国男子乒乓球运动员，中华人民共和国第一代乒乓球国手。

## 生平
王传耀早期就读于北京体育学院，师从于梁焯辉，1952年夺得上海乒乓球比赛冠军，其后在全国乒乓球比赛中夺得第5名，次年成为中国乒乓球男队成员，参加第20届世乒赛，取得男团第7名。其后，王传耀和香港归侨姜永宁、容国团成为中国男队核心，帮助中国队连续三届夺得男团季军，并两次与孙梅英合作，夺得混双季军。1957年第24届世乒赛上，王传耀于男团比赛中2:0击败前世乒赛男单冠军荻村伊智朗。1961年，30岁的王传耀最后一次参加世乒赛，他与徐寅生、李富荣、庄则栋及容国团在第26届世乒赛夺得男团冠军，首次为中国队捧起斯韦思林杯。此后，王传耀退役，曾出任中国国家青年队教练和领队，后曾出国援外任教。
2007年11月19日，王传耀病逝于北京，享年76岁。